# Baliros
Baliros es una comuna francesa de la región de Aquitania en el departamento de Pirineos Atlánticos. Se sitúa a quince kilómetros de la ciudad de Pau.
El topónimo Baliros fue mencionado por primera vez en el año 1515 con el nombre de Balliros.

## Demografía
| 120 | 268 | 235 | 290 | 339 | 332 | 326 | 314 | 318 | 297 | 308 | 320 | 329 | 304 | 300 | 282 | 286 | 274 | 271 | 228 | 202 | 197 | 206 | 195 | 164 | 176 | 194 | 268 | 342 | 335 | 365 | 377 | 378 |
| Para los censos de 1962 a 1999 la población legal corresponde a la población sin duplicidades (Fuente: INSEE [Consultar]) |     |     |     |     |     |     |     |     |     |     |     |     |     |     |     |     |     |     |     |     |     |     |     |     |     |     |     |     |     |     |     |     |